# Mhlontlo
Mhlontlo est une municipalité locale située dans le district d'OR Tambo, dans la province du Cap oriental, en Afrique du Sud. En 2011, sa population est de 188 226 habitants.

## Source
- (en) Cet article est partiellement ou en totalité issu de l’article de Wikipédia en anglais intitulé « Mhlontlo Local Municipality » (voir la liste des auteurs).